# Arthur Murray Dance Studio

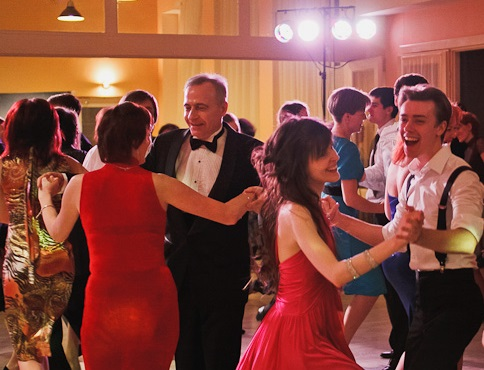
Танцювальна студія Arthur Murray

«Arthur Murray Dance Studio» — найбільша світова танцювальна студія. Студія володіє унікальною методикою навчання танців дорослих.[джерело?]

## Історія
У 1912 році американський танцюрист Артур Мюррей, який, народився на території України (у с. Підгайці в Галичині, що тоді належала до Австро-Угорської імперії), почав викладати танці для дорослих людей на Манхеттені (США).
А вже в 1920 році, організувавши першу танцювальну радіопередачу, він змусив танцювати всю Америку.
Артур Мюррей першим ввів кодифікацію бальних танців, таким чином створивши письмову систему, за якою кожна людина могла вивчати основи парних танців. Також він розробив унікальну методику викладання танців, яка дозволяє дорослим людям швидко і легко навчитися танцювати та застосовувати свої танцювальні навички у реальному житті.
Станом на липень 2013 року налічується понад 270 студій у 25 країнах світу - від США і Бразилії до Австралії і Мексики.
У студіях «Arthur Murray» вчилися танцювати такі відомі голлівудські актори, як Патрік Свейзі, Майкл Дуглас, Аль Пачіно, Мадонна, Мел Гібсон, Джон Траволта, Глорія Естефан та багато інших.
Викладачі студій «Arthur Murray» ставили хореографію, а також брали участь в танцювальних епізодах таких всесвітньо відомих фільмів, як "Запах жінки", "Брудні танці", "Потанцюй зі мною" та ін. Окрім цього, компанія Arthur Murray International виступила офіційним спонсором зйомок голлівудського фільму "Давай потанцюємо" з Річардом Гіром і Дженіфер Лопес в головних ролях.

## Arthur Murray Dance Studioв Україні
В Україні танцювальна студія «Arthur Murray» відкрилася вона в жовтні 2011 року. Знаходиться вона у Києві за адресою: вул. Лютеранська, 10А.
Тут навчають усім видам парних танців: від вальсу, танго, фокстроту, румби, ча-ча-ча, самби до свінгу, сальси, бачати, аргентинського танго, болеро і хастлу. 
Студія є партнером літературного конкурсу «Коронація слова».

## Методика
Навчання у студії «Arthur Murray» засноване на унікальній методиці викладання, яка була розроблена засновником мережі Артуром Мюрреєм.
Методика дозволяє дорослим людям дуже швидко і легко навчитися танцювати, оскільки базується на тих видах рухів, які ми використовуємо в щоденному житті.
Система навчання в студії у першу чергу орієнтована на вироблення практичних танцювальних навичок, які можна застосовувати в реальному житті - на танцювальній вечірці, на балу або світському рауті.
Також студентам студії надається можливість, подорожуючи в різні країни, продовжувати навчання за своєю індивідуальною програмою в будь-якій країні світу, де є студія «Arthur Murray», а також брати участь у міжнародних танцювальних вечірках, балах і конкурсах.